# Camaridium campanulatum
Camaridium campanulatum är en orkidéart som först beskrevs av Charles Schweinfurth, och fick sitt nu gällande namn av Mario Alberto Blanco. Camaridium campanulatum ingår i släktet Camaridium och familjen orkidéer. Inga underarter finns listade i Catalogue of Life.